# Mayagüez Atletiekstadion
Het Mayagüez Atletiekstadion is een multifunctioneel stadion in Mayagüez, een stad in Puerto Rico.
In het stadion is plaats voor 13.000 toeschouwers. Het stadion werd geopend in 2010.
Het stadion wordt vooral gebruikt voor atletiek- en voetbalwedstrijden. Er werd een aantal keer een wedstrijd gespeeld door het nationale voetbalelftal van Puerto Rico. De voetbalclub Puerto Rico Sol maakt gebruik van het stadion. Het stadion werd in 2010 gebruikt voor atletiek- en voetbalwedstrijden op het Centraal-Amerikaanse en Caraïbische Spelen.